# 根雨郵便局
根雨郵便局（ねうゆうびんきょく）は、鳥取県日野郡日野町にある郵便局。民営化前の分類では集配特定郵便局であった。

## 概要
住所：〒689-4599 鳥取県日野郡日野町根雨409

## 沿革
- 1872年8月4日（明治5年7月1日） - 根雨郵便取扱所として開設[1]。
- 1875年（明治8年）1月1日 - 根雨郵便局となる。
- 1926年（大正15年）1月31日 - 板井原郵便局から集配業務を移管。
- 1987年（昭和62年）6月1日 - 板井原郵便局の廃止に伴い、取扱業務を承継。
- 2006年（平成18年）10月16日 - 江尾郵便局および黒坂郵便局からそれぞれ「689-44xx」区域および「689-51xx」区域の集配業務を移管[2]。
- 2007年（平成19年）10月1日 - 民営化に伴い、併設された郵便事業米子支店根雨集配センターに一部業務を移管。
- 2012年（平成24年）10月1日 - 日本郵便株式会社発足に伴い、郵便事業米子支店根雨集配センターを根雨郵便局に統合。

## 取扱内容
- 郵便、印紙、ゆうパック、内容証明
- 貯金、為替、振替、振込、国債
- 生命保険、バイク自賠責保険
- ゆうちょ銀行ATM
- 「689-45xx」「689-51xx」区域（日野町内の全域）および「689-44xx」区域（江府町内の全域）の集配業務

## 周辺
- JR伯備線 根雨駅
- 日野町役場
- 日野町立根雨小学校
- 日野町立日野中学校
- 鳥取県立日野高等学校
- 日野病院

## アクセス
- JR伯備線 根雨駅から徒歩約5分
- 駐車場あり：5台